# Daniel Schuhmacher
Daniel Schuhmacher (Pfullendorf, 19 aprile 1987) è un cantante e personaggio televisivo tedesco, vincitore nel 2009 del programma televisivo Deutschland sucht den Superstar.
Il suo album di debutto The Album è stato pubblicato nello stesso anno si è piazzato primo nelle classifica degli album tedesca e austriaca, venendo certificato in entrambi i paesi col disco d'oro. Il singolo Anything but Love è arrivato al numero uno della classifica in Austria, Germania e Svizzera, venendo certificato anch'esso disco d'oro.

## Discografia

### Album in studio
- 2010 – The Album
- 2011 – Nothing to Lose
- 2013 – Diversity